# Dampiera tenuicaulis
Dampiera tenuicaulis är en tvåhjärtbladig växtart som beskrevs av Ernst Georg Pritzel. Dampiera tenuicaulis ingår i släktet Dampiera, och familjen Goodeniaceae. Utöver nominatformen finns också underarten D. t. curvula.